# ワールドカップ・サルヴァドール
ワールドカップ・サルヴァドールは2010年に新設されたブラジルの国際柔道大会。団体戦のみが実施された。

## 来歴
2009年よりIJFワールド柔道ツアーの一環として、グランドスラム、グランプリなどに次ぐ位置付けとなったワールドカップのうちの1大会。なお、今大会は団体戦のワールドカップであるため世界ランキング対象外となる。また、国際柔道連盟主催ではなく大陸連盟主催の大会であるため、ワールド柔道ツアーには含まれない。
2010年の第1回大会は、ブラジル柔道連盟によって招待された8か国によってベロ・オリゾンテで総当たり戦の予選ラウンドが実施された後、上位4か国がサルヴァドールでの決勝ラウンドに進んだ。日本チームは世界選手権代表メンバーではなかったが予選ラウンドを7戦全勝して、準決勝でもポルトガルに4-0で圧勝すると、決勝でも世界選手権代表を揃えた韓国を2-1で破って、ワールドカップ団体戦での初代王者に輝いた。3位決定戦では地元のブラジルがポルトガルを破って3位となった。

## 結果
| 開催年 | 1位      | 2位  | 3位      |
| ------ | -------- | ---- | -------- |
| 2010年 | 日本     | 韓国 | ブラジル |
| 2011年 | キューバ | 日本 | ブラジル |

## 外部サイト
- World Cup Team Salvador - 2010 (BRA)